# Angus McLaren
Angus McLaren (Leongatha, Victoria, Ausztrália, 1988. november 3. –) ausztrál színész.
Legismertebb alakítása Lewis McCartney a H2O: Egy vízcsepp elég című sorozatban.

## Fiatalkora
Egy farmon nőtt fel Melbourne keleti részén. Vallásos, evangélikus családból származik. Két testvére van Rhett és Aidan. A Leongatha Mary Mackillop Főiskolára járt. A Rapids (Ballet Imperial) együttes dobosa volt, és basszusgitáron is játszott a Bogey Lowensteins együttesben.

## Pályafutása
12 éves korában debütált a Something in the Air című sorozatban. Első főszerepe 2004-ben volt A Silversun című sorozatban. 2006-ban megkapta a H2O: Egy vízcsepp elég című sorozatban Lewis McCartney karakterét. 2018-ban mellékszereplő volt , az Otthonunk című sorozatban.

## Magánélete
Angus nem csak színészkedik, de szabadidejében úszik, focizik és krikettezik is. Van egy zenekara, amiben dobol és énekel. Egy kis ideig Indiana Evans-szel járt.

## Filmográfia

### Filmek
| Év   | Magyar cím   | Eredeti cím        | Szerep         | Magyar hang |
| ---- | ------------ | ------------------ | -------------- | ----------- |
| 2018 |              | The Merger         | Carpet Burn    |             |
| 2018 | Hotel Mumbai | Hotel Mumbai       | Eddie          | Hajdu Tibor |
| 2018 |              | The Naked Wanderer | Jake           |             |
| 2016 |              | Quartermaine       | William Graham |             |
| 2012 |              | Quietus            | Sam            |             |
| 2009 |              | Sunset Over Water  | Andrew         |             |
| 2002 | Kettős látás | Shuang Tong        | áldozat        |             |

### Televíziós szerepek
| Év         | Magyar cím                     | Eredeti cím           | Szerep                         | Megjegyzések                                                                        |
| ---------- | ------------------------------ | --------------------- | ------------------------------ | ----------------------------------------------------------------------------------- |
| 2020       |                                | Operation Buffalo     | Dalgleish                      | 4 epizód                                                                            |
| 2019       |                                | Bloom                 | Frank fiatalon                 | 1 epizód                                                                            |
| 2018–2019  | Otthonunk                      | Home and Away         | Lance Salisbury                | mellékszereplő                                                                      |
| 2017       |                                | Doctor Doctor         | Dr. Toke                       | 6 epizód                                                                            |
| 2008–2013  | Család csak egy van            | Packed to the Rafters | Nathan Rafter                  | főszereplő magyar hangja Pálmai Szabolcs                                            |
| 2008       | Szentek kórháza                | All Saints            | Angus Wilson                   | 1 epizód                                                                            |
| 2006–2010  | H2O: Egy vízcsepp elég         | H2O: Just Add Water   | Lewis McCartney                | főszereplő magyar hangja Markovics Tamás (1. szinkron) Szalay Csongor (2. szinkron) |
| 2005       |                                | Last Man Standing     | Brendan Delaney                | 1 epizód                                                                            |
| 2004       |                                | Silversun             | Degenhardt Bell                | főszereplő                                                                          |
| 2004       |                                | Fergus McPhail        | Bob                            | 1 epizód                                                                            |
| 2003, 2005 | Blue Heelers: Kisvárosi zsaruk | Blue Heelers          | Max Harrison / Brendan Delaney | 2 epizód                                                                            |
| 2003       |                                | CrashBurn             | Ben 15 évesen                  | 1 epizód                                                                            |
| 2003       | Fenyvesvölgyi kalandok         | The Saddle Club       | Danny                          | 3 epizód                                                                            |
| 2002–2003  | Szomszédok                     | Neighbours            | Michael Toohey / Jamie Clarke  | 6 epizód                                                                            |
| 2002       |                                | Worst Best Friends    | Eddie                          | 1 epizód                                                                            |
| 2000–2002  |                                | Something in the Air  | Jason Cassidy                  | 7 epizód                                                                            |